# Ojstriška vas
Ojstriška vas je naselje v Občini Tabor v bližini Gradu Ojstrica. 
Ojstriška vas je gručasto ravninsko naselje, ki leži na levem bregu hudourniškega potoka Konjščica med naseljema Tabor in Kapla.